# Gonzalo Montiel
Gonzalo Montiel, né le 1er janvier 1997 à González Catán, Buenos Aires en Argentine, est un footballeur international argentin qui évolue actuellement au poste d'arrière droit à River Plate.

## Biographie

### En club

#### River Plate
Gonzalo Montiel est formé dans l'un des plus grands clubs d'Argentine, River Plate. Il débute en professionnel avec son club le 30 avril 2016 en championnat, lors de la réception du Vélez Sarsfield (score final : 0-0). Il effectue quelques apparitions seulement avant de s'imposer dans l'équipe au cours de l'année 2017.
Il découvre la Copa Libertadores le 22 septembre 2017, lors d'un match de quarts de finale aller contre le Club Deportivo Jorge Wilstermann. Ce jour-là il est titulaire, délivre trois passes décisives, et son équipe remporte largement le match par huit buts à zéro.
Montiel remporte la Copa Libertadores avec River Plate, contre le grand rival Boca Juniors en participant aux deux confrontations finales, le 11 novembre 2018 (2-2), et le 9 décembre suivant (victoire 3-1 de River Plate).
Le 6 février 2021, le club officialise la prolongation de son contrat jusqu'en décembre 2022.

#### FC Séville
Le 13 août 2021, le club espagnol du FC Séville annonce la signature du latéral droit de River Plate pour une durée de cinq ans. Le joueur tant apprécié par son entraineur Marcelo Gallardo quitte pour la première fois le championnat argentin afin de découvrir le championnat européen. Gonzalo Montiel arrive à Séville après avoir remporté la copa Libertadores en 2018 avec son désormais ex-club, puis la Copa América en juillet 2021 avec la sélection d'Argentine en ayant joué un très bon tournoi. Le montant du transfert est estimé à environ 11 millions d'euros.

#### Nottingham Forest
Le 23 août 2023, Gonzalo Montiel rejoint l'Angleterre pour s'engager en faveur de Nottingham Forest sous la forme d'un prêt avec option d'achat.

### En équipe nationale
Il dispute avec l'équipe d'Argentine des moins de 20 ans la Coupe du monde des moins de 20 ans organisée en Corée du Sud. Lors du mondial junior, il joue deux matchs, contre l'Angleterre et la Corée du Sud, avec pour résultats deux défaites. Il est sur le banc lors du dernier match gagné contre la Guinée.
En mars 2019, il fait partie de la liste des 30 joueurs retenus par Lionel Scaloni, le sélectionneur de l'équipe nationale d'Argentine, pour les matchs contre le Venezuela et le Maroc. Il fait sa première apparition sous le maillot de L'Albiceleste lors de ce premier match contre le Venezuela, le 22 mars 2019, où il est titularisé. Les Argentins s'inclinent lors de cette rencontre (3-1). Il est à nouveau titulaire contre les Marocains, le 26 mars 2019, pour le deuxième match. Cette fois l'Argentine s'impose par un but à zéro.
Il fait partie de la liste des 28 joueurs retenus par Lionel Scaloni, le sélectionneur de L'Albiceleste, pour participer à la Copa América 2021.
Le 11 novembre 2022, il est sélectionné par Lionel Scaloni pour participer à la Coupe du monde 2022. Montiel entre en jeu à la place de Nahuel Molina durant la finale face à la France le 18 décembre 2022. Au bout du suspense, les deux équipes se neutralisent, allant jusqu'aux prolongations (3-3), avant de se départager aux tirs au but. L'Argentine sort vainqueur de cette séance et est sacrée championne du monde. Montiel se montre notamment décisif durant cette finale en marquant le dernier tir au but, permettant à l'Argentine de décrocher sa troisième étoile.

## Accusation d'agression sexuelle
En juin 2023, Mundo Deportivo rapporte que Gonzalo Montiel est visé par une plainte pour une agression sexuelle ayant eu lieu le 1er janvier 2019 ; le sportif nie les faits.

## Statistiques

### En sélection nationale
| Saison                | Sélection             | Phases finales        | Phases finales | Phases finales | Phases finales | Éliminatoires CDM | Éliminatoires CDM | Éliminatoires CDM | Matchs amicaux | Matchs amicaux | Matchs amicaux | Total | Total | Total |
| Saison                | Sélection             | Compétition           | M              | B              | Pd             | M                 | B                 | Pd                | M              | B              | Pd             | M     | B     | Pd    |
| --------------------- | --------------------- | --------------------- | -------------- | -------------- | -------------- | ----------------- | ----------------- | ----------------- | -------------- | -------------- | -------------- | ----- | ----- | ----- |
| 2018-2019             | Argentine             | -                     | -              | -              | -              | -                 | -                 | -                 | 2              | 0              | 0              | 2     | 0     | 0     |
| 2019-2020             | Argentine             | -                     | -              | -              | -              | -                 | -                 | -                 | 2              | 0              | 0              | 2     | 0     | 0     |
| 2020-2021             | Argentine             | Copa América 2021     | 4              | 0              | 0              | 5                 | 0                 | 0                 | -              | -              | -              | 9     | 0     | 0     |
| 2021-2022             | Argentine             | -                     | -              | -              | -              | 2                 | 0                 | 0                 | 1              | 0              | 0              | 3     | 0     | 0     |
| 2022-2023             | Argentine             | Coupe du monde 2022   | 4              | 0              | 0              | -                 | -                 | -                 | 3              | 1              | 0              | 7     | 1     | 0     |
| 2023-2024             | Argentine             | Copa América 2024     | 6              | 0              | 0              | 1                 | 0                 | 0                 | 2              | 0              | 0              | 9     | 0     | 0     |
| 2024-2025             | Argentine             | -                     | -              | -              | -              | 4                 | 0                 | 0                 | -              | -              | -              | 4     | 0     | 0     |
| Total sur la carrière | Total sur la carrière | Total sur la carrière | 14             | 0              | 0              | 12                | 0                 | 0                 | 10             | 1              | 0              | 36    | 1     | 0     |

## Palmarès

### En club
Avec River Plate, Montiel est vainqueur de la Copa Libertadores en 2018 et est finaliste en 2019. Il est également champion d'Argentine en 2021 et remporte la Coupe d'Argentine en 2017 et 2019 ainsi que la Supercoupe d'Argentine en 2018 et la Recopa Sudamericana en 2016 et 2019.
Avec le Séville FC, il remporte la Ligue Europa en 2023 puis est finaliste de la Supercoupe de l'UEFA 2023.

### En sélection
Avec la sélection argentine, Montiel remporte la Copa América en 2021 et 2024 ainsi que la Coupe du monde en 2022.
| River Plate (7) | Séville FC (1)                                                                      | Argentine (3)                                                                             |
| --- | ----------------------------------------------------------------------------------- | ----------------------------------------------------------------------------------------- |
| - Copa Libertadores (1) : - Vainqueur : 2018 - Finaliste : 2019 - Championnat d'Argentine (1) : - Vainqueur : 2021 - Coupe d'Argentine (2) : - Vainqueur : 2017 et 2019 - Supercoupe d'Argentine (1) : - Vainqueur : 2018 - CONMEBOL Recopa Sudamericana (2) : - Vainqueur : 2016 et 2019 | - Ligue Europa (1) : - Vainqueur : 2023 - Supercoupe de l'UEFA : - Finaliste : 2023 | - Coupe du Monde (1) : - Vainqueur : 2022 - Copa América (2) : - Vainqueur : 2021 et 2024 |